# Ayenia filiformis
Ayenia filiformis là một loài thực vật có hoa trong họ Cẩm quỳ. Loài này được S.Watson mô tả khoa học đầu tiên năm 1889.